# Satchmopsis sacciformis
Satchmopsis sacciformis är en svampart som beskrevs av R.F. Castañeda 1987. Satchmopsis sacciformis ingår i släktet Satchmopsis, divisionen sporsäcksvampar och riket svampar.   Inga underarter finns listade i Catalogue of Life.